# The Layla Sessions: 20th Anniversary Edition
The Layla Sessions: 20th Anniversary Edition (conosciuto anche come The Layla Sessions) è il terzo album del gruppo Derek and the Dominos, pubblicato nel 1990. È una riedizione del primo e unico album in studio del gruppo di New York, Layla and Other Assorted Love Songs, pubblicato nel 1970.

## Tracce

### Disco 1
1. I Looked Away (Clapton, Whitlock)
2. Bell Bottom Blues (Clapton)
3. Keep on Growing (Clapton)
4. Nobody Knows You When You're Down and Out (Cox)
5. I Am Yours (Clapton, Nizami)
6. Anyday (Clapton, Whitlock)
7. Key to the Highway (Broonzy, Segar)
8. Tell the Truth (Clapton, Whitlock)
9. Why Does Love Got to Be So Sad? (Clapton, Whitlock)
10. Have You Ever Loved a Woman (Myles)
11. Little Wing (Hendrix)
12. It's Too Late (Willis)
13. Layla (Clapton, Gordon)
14. Thorn Tree in the Garden (Whitlock)

### Disco 2
1. Jam I (Clapton, Gordon, Radle, Whitlock)
2. Jam II (Clapton, Gordon, Radle, Whitlock)
3. Jam III (Clapton, Gordon, Radle, Whitlock)
4. Jam IV (Allman, Allman, Betts, Clapton, Oakley, Whitlock)
5. Jam V (Allman, Clapton, Gordon, Radle, Whitlock)

### Disco 3
1. Have You Ever Loved a Woman [Alternate Master #1] (Myles)
2. Have You Ever Loved a Woman [Alternate Master #2] (Myles)
3. Tell the Truth [Jam #1] (Clapton, Whitlock)
4. Tell the Truth [Jam #2] (Clapton, Whitlock)
5. Mean Old World [Rehearsal] (Little Walter)
6. Mean Old World [Band Version, Master Take] (Little Walter)
7. Mean Old World [Duet Version, Master Take] (Little Walter)
8. (When Things Go Wrong) It Hurts Me Too [Jam] (London)
9. Tender Love [Incomplete Master] (Clapton, Whitlock)
10. It's Too Late [Alternate Master] (Willis)

### Formazione
- Eric Clapton chitarrista e cantante
- Bobby Whitlock tastierista
- Carl Radle bassista
- James Beck "Jim" Gordon batterista
- Duane Allman chitarra Slide